# Mistrovství Evropy v rychlobruslení 2013
Mistrovství Evropy v rychlobruslení 2013 se konalo ve dnech 11. až 13. ledna 2013 v rychlobruslařské hale Thialf v nizozemském Heerenveenu. Jednalo se o 24. společné mistrovství Evropy a celkově o 38. evropský ženský šampionát a 107. mistrovství Evropy pro muže. Z předchozího šampionátu obhajovali titul Češka Martina Sáblíková a Nizozemec Sven Kramer.
V Heerenveenu získala druhý titul mistryně Evropy Nizozemka Ireen Wüstová, mezi muži pošesté zvítězil její krajan Sven Kramer.
Českou výpravu tvořili kromě Martiny Sáblíkové také Karolína Erbanová a Zdeněk Haselberger.
| Program                | Program                            | Program                               |
| ---------------------- | ---------------------------------- | ------------------------------------- |
| 11. ledna              | 12. ledna                          | 13. ledna                             |
| 500 m muži 5000 m muži | 500 m ženy 1500 m muži 3000 m ženy | 1500 m ženy 10 000 m muži 5000 m ženy |

## Muži
Mužského mistrovství Evropy se zúčastnilo celkem 26 závodníků z následujících zemí: Nizozemsko (4), Norsko (3), Polsko (3), Belgie (2), Itálie (2), Německo (2), Rusko (2), Bělorusko (1), Česko (1), Dánsko (1), Finsko (1), Lotyšsko (1), Rakousko (1), Švédsko (1), Švýcarsko (1).
Závodníci na prvních 17 příčkách zajistili pro své země odpovídající počet míst pro start na Mistrovství světa ve víceboji 2013.
| Pořadí           | Jméno                 | Země       | 500 m       | 5000 m        | 1500 m        | 10 000 m      | Počet bodů |
| ---------------- | --------------------- | ---------- | ----------- | ------------- | ------------- | ------------- | ---------- |
| Zlatá medaile    | Sven Kramer           | Nizozemsko | 36,70 (7.)  | 6:12,55 (1.)  | 1:47,49 (8.)  | 12:55,98 (1.) | 148,584    |
| Stříbrná medaile | Jan Blokhuijsen       | Nizozemsko | 36,40 (4.)  | 6:18,16 (2.)  | 1:47,89 (10.) | 13:01,60 (2.) | 149,259    |
| Bronzová medaile | Håvard Bøkko          | Norsko     | 36,14 (3.)  | 6:23,38 (7.)  | 1:46,78 (5.)  | 13:08,16 (4.) | 149,479    |
| 4.               | Sverre Lunde Pedersen | Norsko     | 36,86 (9.)  | 6:19,07 (3.)  | 1:46,39 (3.)  | 13:12,86 (6.) | 149,873    |
| 5.               | Bart Swings           | Belgie     | 37,47 (19.) | 6:19,13 (4.)  | 1:46,47 (4.)  | 13:08,08 (3.) | 150,277    |
| 6.               | Ivan Skobrev          | Rusko      | 36,91 (11.) | 6:19,85 (5.)  | 1:48,59 (12.) | 13:29,27 (7.) | 151,554    |
| 7.               | Konrad Niedźwiedzki   | Polsko     | 35,93 (1.)  | 6:33,75 (13.) | 1:46,32 (1.)  | 13:45,13 (8.) | 152,001    |
| 8.               | Moritz Geisreiter     | Německo    | 38,03 (21.) | 6:22,10 (6.)  | 1:48,96 (13.) | 13:09,68 (5.) | 152,044    |
| 9.               | Zbigniew Bródka       | Polsko     | 36,03 (2.)  | 6:35,17 (14.) | 1:46,38 (2.)  | —             | 111,007    |
| 10.              | Renz Rotteveel        | Nizozemsko | 36,93 (12.) | 6:24,42 (8.)  | 1:47,77 (9.)  | —             | 111,295    |
| 11.              | Jan Szymański         | Polsko     | 36,61 (6.)  | 6:29,81 (10.) | 1:47,24 (6.)  | —             | 111,337    |
| 12.              | Haralds Silovs        | Lotyšsko   | 36,90 (10.) | 6:28,19 (9.)  | 1:47,29 (7.)  | —             | 111,482    |
| 13.              | Denis Juskov          | Rusko      | 36,98 (14.) | 6:33,65 (12.) | 1:48,00 (11.) | —             | 112,345    |
| 14.              | Simen Spieler Nilsen  | Norsko     | 36,54 (5.)  | 6:36,19 (15.) | 1:49,32 (14.) | —             | 112,599    |
| 15.              | Ted-Jan Bloemen       | Nizozemsko | 37,52 (20.) | 6:30:17 (11.) | 1:50,50 (18.) | —             | 113,370    |
| 16.              | Bram Smallenbroek     | Rakousko   | 37,18 (16.) | 6:40,68 (17.) | 1:49,69 (15.) | —             | 113,811    |
| 17.              | Luca Stefani          | Itálie     | 36,98 (14.) | 6:42,17 (20.) | 1:50,19 (16.) | —             | 113,927    |
| 18.              | David Andersson       | Švédsko    | 36,70 (7.)  | 6:45,59 (21.) | 1:50,73 (19.) | —             | 114,169    |
| 19.              | Matteo Anesi          | Itálie     | 36,95 (13.) | 6:46,16 (22.) | 1:50,20 (17.) | —             | 114,299    |
| 20.              | Robert Lehmann        | Německo    | 37,42 (17.) | 6:37,78 (16.) | 1:53,14 (21.) | —             | 114,911    |
| 21.              | Vitalij Michajlov     | Bělorusko  | 37,44 (18.) | 6:48,07 (23.) | 1:52,02 (20.) | —             | 115,587    |
| 22.              | Stefan Due Schmidt    | Dánsko     | 38,61 (22.) | 6:53,32 (24.) | 1:54,81 (23.) | —             | 118,212    |
| 23.              | Martin Hänggi         | Švýcarsko  | 38,65 (24.) | 6:41,46 (18.) | 1:58,79 (24.) | —             | 118,392    |
| 24.              | Ferre Spruyt          | Belgie     | 55,59 (26.) | 6:41,55 (19.) | 1:53,90 (22.) | —             | 133,711    |
| 25.              | Zdeněk Haselberger    | Česko      | 38,62 (23.) | 6:55,66 (25.) | —             | —             | 80,186     |
| 26.              | Robert Brandt         | Finsko     | 39,63 (25.) | 7:03,32 (26.) | —             | —             | 81,962     |

## Ženy
Ženského mistrovství Evropy se zúčastnilo celkem 27 závodnic z následujících zemí: Nizozemsko (4), Německo (3), Norsko (3), Polsko (3), Rusko (3), Česko (2), Rakousko (2), Belgie (1), Bělorusko (1), Dánsko (1), Itálie (1), Maďarsko (1), Rumunsko (1), Švédsko (1).
Závodnice na prvních 14 příčkách zajistily pro své země odpovídající počet míst pro start na Mistrovství světa ve víceboji 2013.
| Pořadí           | Jméno                     | Země       | 500 m       | 3000 m        | 1500 m        | 5000 m       | Počet bodů |
| ---------------- | ------------------------- | ---------- | ----------- | ------------- | ------------- | ------------ | ---------- |
| Zlatá medaile    | Ireen Wüstová             | Nizozemsko | 39,69 (4.)  | 4:01,25 (1.)  | 1:56,39 (1.)  | 7:01,95 (2.) | 160,889    |
| Stříbrná medaile | Linda de Vriesová         | Nizozemsko | 39,98 (7.)  | 4:05,33 (3.)  | 1:57,57 (2.)  | 7:02,77 (3.) | 162,335    |
| Bronzová medaile | Diane Valkenburgová       | Nizozemsko | 39,93 (6.)  | 4:05,84 (4.)  | 1:57,76 (3.)  | 7:05,56 (4.) | 162,712    |
| 4.               | Martina Sáblíková         | Česko      | 40,95 (16.) | 4:03,68 (2.)  | 1:58,68 (5.)  | 6:57,16 (1.) | 162,839    |
| 5.               | Antoinette de Jongová     | Nizozemsko | 39,42 (3.)  | 4:07,48 (6.)  | 1:59,02 (8.)  | 7:08,52 (5.) | 163,191    |
| 6.               | Olga Grafová              | Rusko      | 40,26 (10.) | 4:08,64 (8.)  | 1:59,24 (9.)  | 7:09,90 (6.) | 164,436    |
| 7.               | Claudia Pechsteinová      | Německo    | 40,01 (8.)  | 4:09,67 (9.)  | 1:58,80 (6.)  | 7:14,08 (7.) | 164,629    |
| 8.               | Ida Njåtunová             | Norsko     | 40,15 (9.)  | 4:07,77 (7.)  | 1:58,57 (4.)  | 7:17,73 (8.) | 164,741    |
| 9.               | Jekatěrina Lobyševová     | Rusko      | 38,98 (2.)  | 4:15,23 (13.) | 1:59,50 (10.) | —            | 121,351    |
| 10.              | Jekatěrina Šichovová      | Rusko      | 39,90 (5.)  | 4:14,83 (12.) | 1:58,85 (7.)  | —            | 121,987    |
| 11.              | Natalia Czerwonková       | Polsko     | 40,35 (13.) | 4:10,90 (10.) | 2:00,21 (12.) | —            | 122,236    |
| 12.              | Karolína Erbanová         | Česko      | 38,72 (1.)  | 4:27,89 (22.) | 2:00,02 (11.) | —            | 123,374    |
| 13.              | Luiza Złotkowská          | Polsko     | 40,34 (12.) | 4:15,44 (14.) | 2:01,81 (13.) | —            | 123,516    |
| 14.              | Francesca Lollobrigidová  | Itálie     | 41,02 (17.) | 4:16,82 (16.) | 2:01,95 (15.) | —            | 124,473    |
| 15.              | Anna Rokitová             | Rakousko   | 41,15 (18.) | 4:15,78 (15.) | 2:02,74 (18.) | —            | 124,693    |
| 16.              | Mari Hemmerová            | Norsko     | 41,67 (24.) | 4:14,75 (11.) | 2:01,84 (14.) | —            | 124,741    |
| 17.              | Stephanie Beckertová      | Německo    | 43,17 (26.) | 4:06,45 (5.)  | 2:02,39 (17.) | —            | 125,041    |
| 18.              | Katarzyna Woźniaková      | Polsko     | 40,84 (15.) | 4:19,16 (19.) | 2:03,05 (20.) | —            | 125,049    |
| 19.              | Jelena Peetersová         | Belgie     | 41,27 (21.) | 4:17,68 (17.) | 2:02,82 (19.) | —            | 125,156    |
| 20.              | Isabell Ostová            | Německo    | 41,61 (23.) | 4:17,98 (18.) | 2:02,22 (16.) | —            | 125,346    |
| 21.              | Taťjana Michajlovová      | Bělorusko  | 41,23 (20.) | 4:27,79 (21.) | 2:06,26 (21.) | —            | 127,947    |
| 22.              | Ágota Tóthová-Lykovcánová | Maďarsko   | 40,71 (14.) | 4:29,44 (24.) | 2:07,45 (23.) | —            | 128,099    |
| 23.              | Daniela Olteanová         | Rumunsko   | 41,70 (25.) | 4:25,53 (20.) | 2:07,17 (22.) | —            | 128,345    |
| 24.              | Sofie Karoline Haugenová  | Norsko     | 41,42 (22.) | 4:28,98 (23.) | 2:07,72 (24.) | —            | 128,823    |
| 25.              | Vanessa Bittnerová        | Rakousko   | 40,31 (11.) | 4:35,69 (26.) | —             | —            | 86,258     |
| 26.              | Johanna Östlundová        | Švédsko    | 41,22 (19.) | 4:32,32 (25.) | —             | —            | 86,606     |
| 27.              | Sara Baková-Briandová     | Dánsko     | 43,74 (27.) | 4:36,38 (27.) | —             | —            | 89,803     |